# Filipovka
Filipovka (německy Philippsthal) je malá vesnice, část obce Višňová v okrese Liberec. Nachází se asi 2,5 kilometru severně od Višňové. Filipovka leží v katastrálním území Andělka o výměře 9,66 km².

## Historie
První písemná zmínka o vesnici pochází z roku 1725. Roku 1727 ji založili osadníci na pozemcích, které si odkoupili od tehdejšího majitele zdejšího panství hraběte Filipa Josefa Gallase. Objekty zde postavené nesou prvky hornolužické architektury.

## Pamětihodnosti
- Usedlost čp. 10 (kulturní památka)

## Fotogalerie

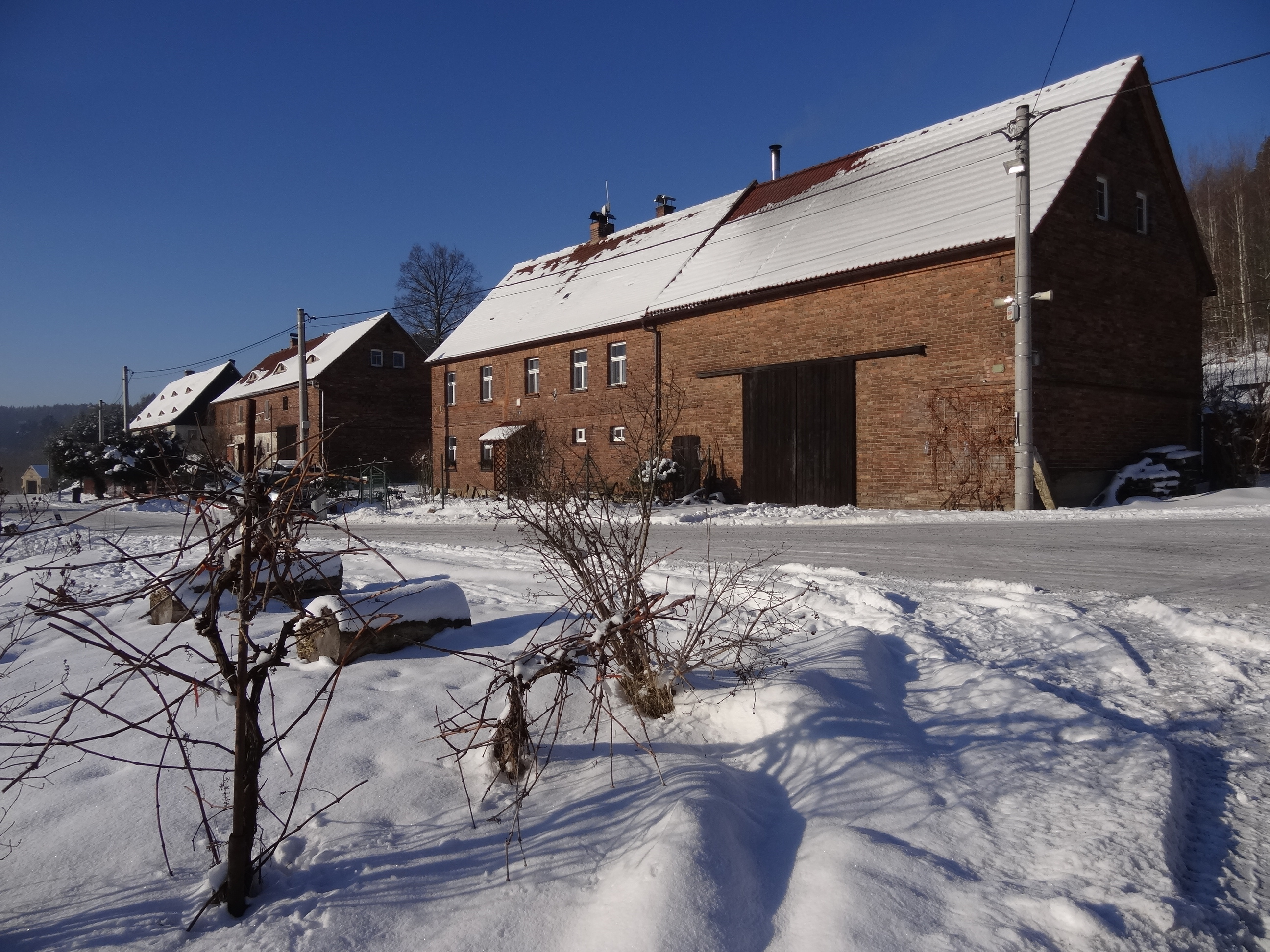
Domy čp. 1, 2 a 3
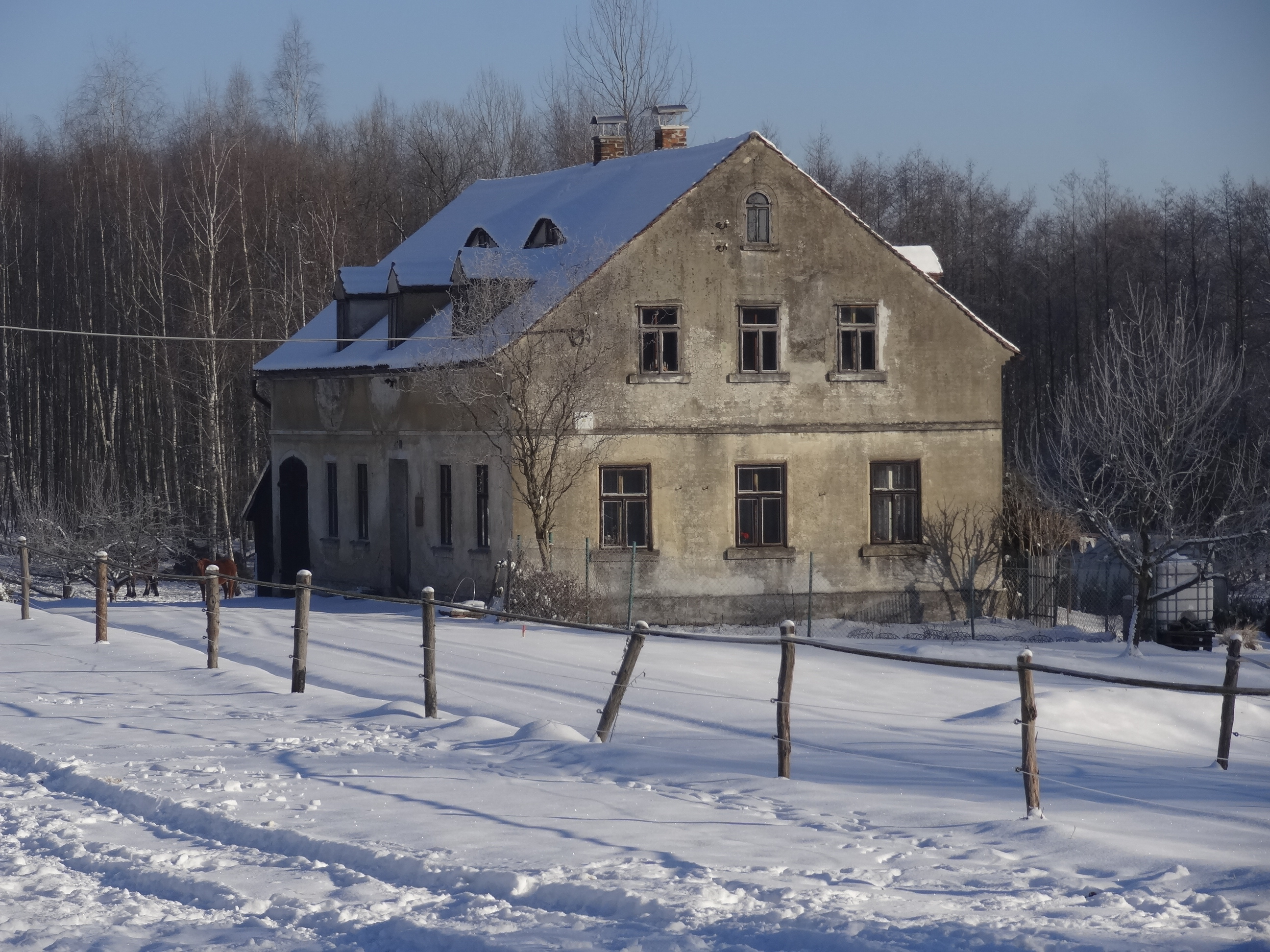
Dům čp. 21
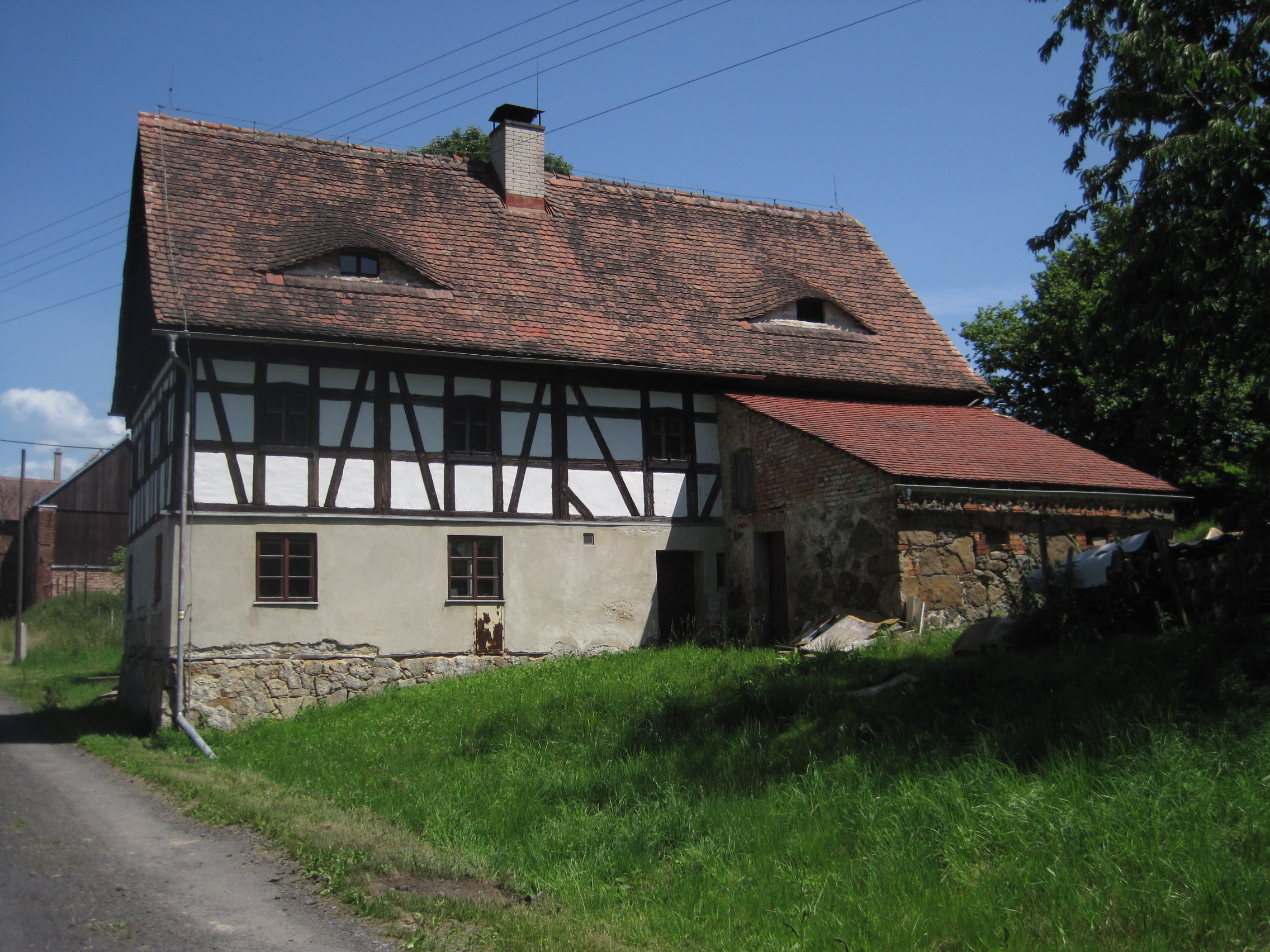
Památkově chráněná chalupa čp. 10
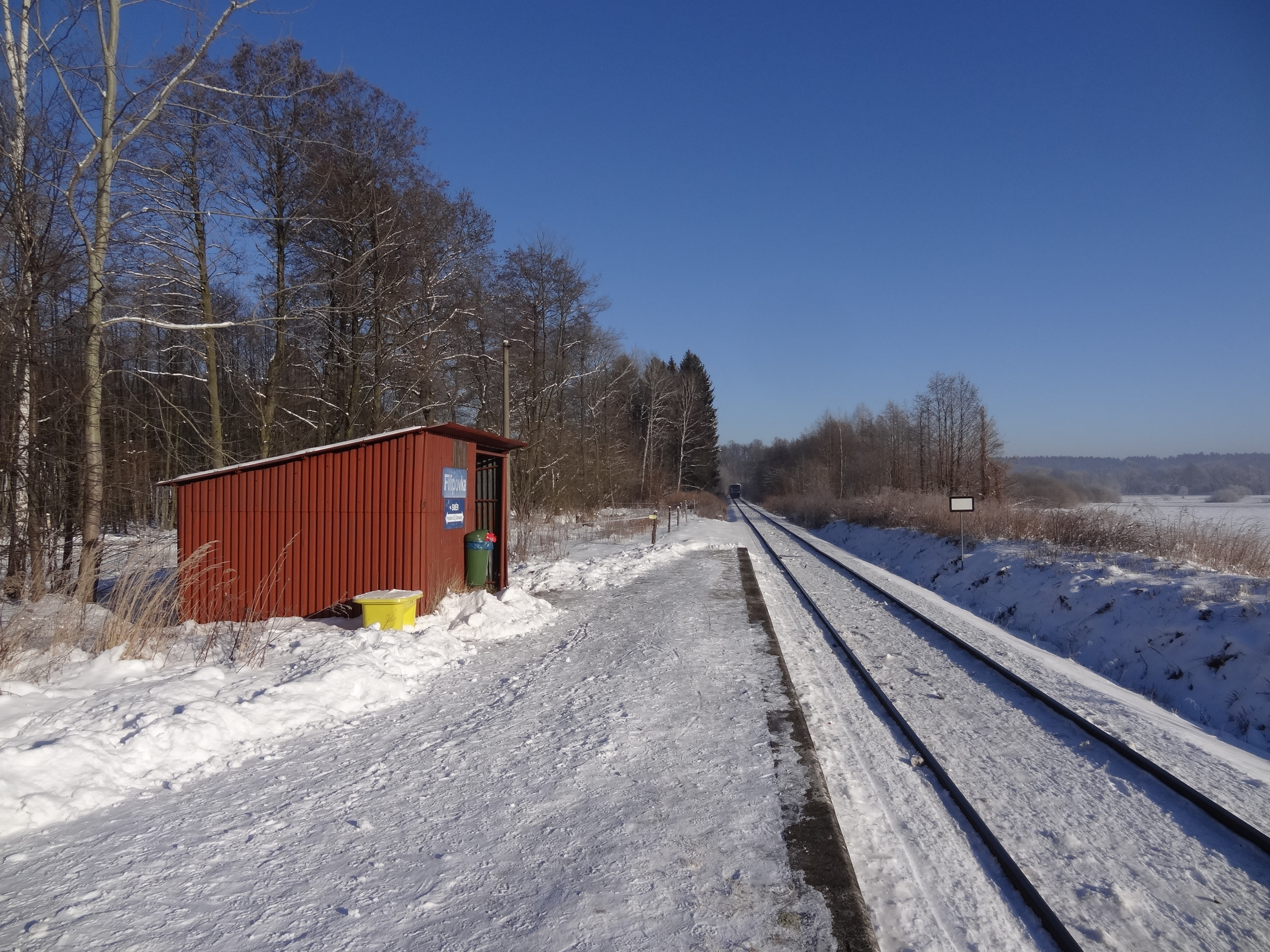
Železniční zastávka v lukách východně od vsi
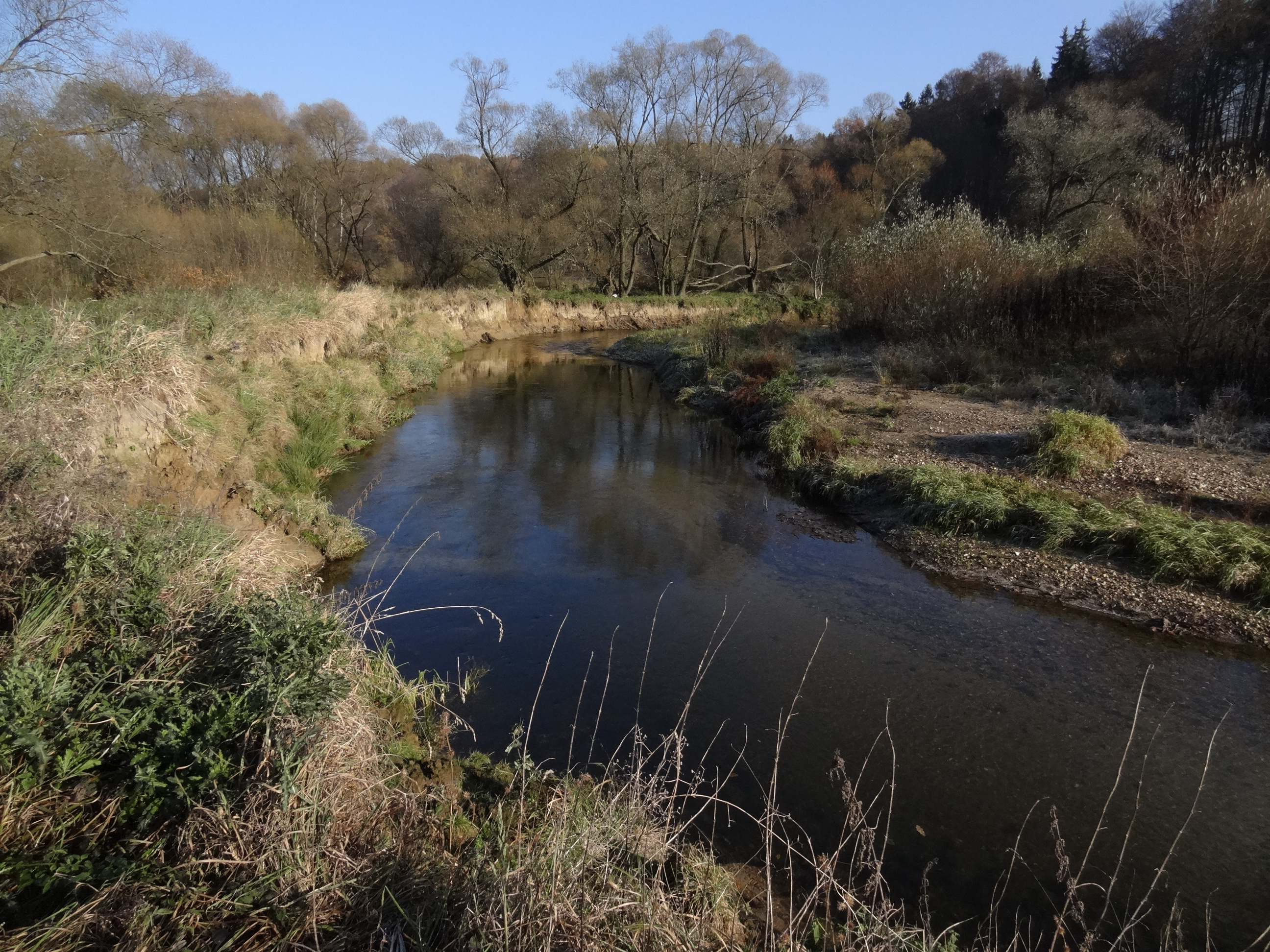
Přírodní rezervace Meandry Smědé východně od vsi